# 毛騏
毛騏（？—1359年），字國祥，河南定遠（今安徽）人，元末明初政治人物。

## 生平
朱元璋從鳳陽進攻定遠時，毛騏脅持縣令投降。朱元璋甚喜，留其飲食，并商議兵事，后攻取滁州，升任總管府經歷。管理倉庫軍糧。后跟從渡江，升任兵省郎中。當時朱元璋身旁只有李善長和毛騏兩人進行文書機密工作，后升任中書省參議。征討婺州時，權理中書省事。不久病終，朱元璋親自寫祭文送葬。有一子毛驤。